# Normale Konvergenz
In der Mathematik dient der Begriff der normalen Konvergenz der Charakterisierung unendlicher Funktionenreihen. Eingeführt wurde der Begriff vom französischen Mathematiker René Louis Baire.

## Definition
Sei {\displaystyle X} ein beliebiger topologischer Raum. Für Funktionen {\displaystyle f\colon X\to \mathbb {C} } und eine beliebige Teilmenge {\displaystyle A} von {\displaystyle X} sei
{\displaystyle \Vert f\Vert _{A}:=\sup _{x\in A}\left|f(x)\right|}
die Supremumsnorm. Eine Reihe {\displaystyle \textstyle \sum _{n=0}^{\infty }f_{n}} von Funktionen {\displaystyle f_{n}\colon X\to \mathbb {C} } heißt normal konvergent, wenn es zu jedem {\displaystyle x\in X} eine Umgebung {\displaystyle U} von {\displaystyle x} gibt, sodass gilt:
{\displaystyle \sum _{n=0}^{\infty }\Vert f_{n}\Vert _{U}<\infty }

## Beispiel
Betrachte die Funktionenfolge {\displaystyle f_{n}(x):=x^{n}} auf dem kompakten Intervall {\displaystyle I:=[-q,q]} mit {\displaystyle 0<q<1}. Dann ist {\displaystyle \Vert f_{n}\Vert _{I}=q^{n}} und die Reihe
{\displaystyle \sum _{n=0}^{\infty }\Vert f_{n}\Vert _{I}=\sum _{n=0}^{\infty }q^{n}}
konvergiert (als geometrische Reihe wegen {\displaystyle |q|<1}). Die Funktionenreihe ist also normal konvergent und ihre Grenzfunktion {\displaystyle \textstyle x\mapsto {\frac {1}{1-x}}} ist stetig auf {\displaystyle I}.

## Eigenschaften
Der Begriff der normalen Konvergenz ist ein relativ starker Konvergenzbegriff, denn für jede in {\displaystyle X} normal konvergente Reihe ist diese dort auch lokal gleichmäßig konvergent, das heißt, zu jedem Punkt {\displaystyle x_{0}\in X} gibt es eine Umgebung {\displaystyle U(x_{0})}, in der die Reihe gleichmäßig konvergiert. Damit ist jede normal konvergente Reihe auch kompakt konvergent, da dies aus der lokal gleichmäßigen Konvergenz folgt.
Wichtig sind noch folgende Tatsachen:
- Linearkombinationen und das Produkt normal konvergenter Reihen sind wieder normal konvergent.
- Sind alle {\displaystyle f_{n}} stetig, so ist auch die Grenzfunktion {\displaystyle \textstyle \sum _{n=0}^{\infty }f_{n}} stetig, wenn {\displaystyle \textstyle \sum _{n=0}^{\infty }f_{n}} normal konvergiert.
- Konvergiert eine Reihe normal, so konvergieren alle Umordnungen dieser Reihe normal, und zwar gegen dieselbe Grenzfunktion.